# Monica Centanni
Monica Centanni (Venezia, 31 ottobre 1957) è una grecista e filologa classica italiana.
Studiosa di teatro antico, di civiltà tardo antica, di storia della tradizione classica, è docente ordinario di Lingua e letteratura greca all’Università Iuav di Venezia e, fino al 2024, all’Università di Catania.

## Biografia

### Formazione e carriera accademica
Laureata in lettere classiche nel 1980 all’Università di Padova, si è perfezionata nello stesso ateneo in Filologia classica nel 1984. Nel 1990 ha conseguito il titolo di dottore di ricerca in filologia greca e latina presso l’Università di Urbino.
Nel 1991 ha pubblicato la prima traduzione italiana del Romanzo di Alessandro.

Dal 2000 dirige la rivista Engramma. La tradizione classica nelle memoria occidentale

Dedica un filone delle sue ricerche al metodo di Aby Warburg, in particolare all’Atlante Mnemosyne.

Nel 2002 è stata chiamata come professore associato di Lingua e letteratura greca all’Università Iuav di Venezia. Quell'anno è nominata membro del Consiglio di amministrazione della Fondazione INDA di Siracusa.

Nel 2005 per la sua edizione delle Tragedie di Eschilo, pubblicate da Mondadori, ha vinto il premio Monselice per la traduzione letteraria.

Dal 2006 è direttore del Centro studi classici dell’Università Iuav di Venezia.
Dal 2016 è membro del collegio del Dottorato in storia delle arti dell’Università Ca' Foscari di Venezia.

### Impegno culturale e politico
Monica Centanni ha sempre affiancato all’attività accademica e di ricerca l’impegno civile e politico, con un’intensa attività di organizzazione culturale e la partecipazione a campagne civili, ritenendo necessario il contributo attivo degli intellettuali alla vita della società democratica.
A cavallo tra gli anni '70 e gli anni '80 è stata vicina al movimento metapolitico Nuova destra, animato da Marco Tarchi e Stenio Solinas. Nel 1982 è stata tra gli autori del volume collettaneo Al di là della destra e della sinistra. 
Nel 2010 è stata, con Peppe Nanni, tra i promotori del “Manifesto di ottobre Archiviato il 9 settembre 2022 in Internet Archive.” appello a “un rinnovato impegno politico e intellettuale come occasione di rinascita civile”. Al Manifesto hanno aderito esponenti del mondo intellettuali come Alberto Ferlenga, Nadia Fusini, Giulio Giorello, Giacomo Marramao,  Luca Ronconi, Roberta Torre, Gabriele Vacis e molti altri.
Nel 2011 è tornata brevemente alla politica attiva, chiamata da Gianfranco Fini nella segreteria nazionale di Futuro e Libertà per l'Italia.

## Volumi
- II romanzo di Alessandro. Traduzione, introduzione, commento, Einaudi, 1990.
- I Persiani di Eschilo. Traduzione, introduzione, commento, Feltrinelli, 1990.
- I canti corali infraepisodici nella tragedia greca, Edizioni dell'Ateneo, 1991.
- I Sette contro Tebe di Eschilo. Traduzione, introduzione, commento, Marsilio, 1995.
- Metro, ritmo e parola nella tragedia greca, Argo, 1996.
- Atene assoluta. Crizia dalla tragedia alla storia, Esedra, 1997.
- Introduzione ad Aby Warburg e l’Atlante della memoria, a cura di M.C., Bruno Mondadori, 2002.
- Eschilo. Tutte le tragedie. Traduzione, introduzione, commento, Meridiani Mondadori, 2003.
- L'originale assente. Introduzione allo studio della tradizione classica, a cura di M.C., [Bruno Mondadori, 2005], Ronzani Editore, 2022.
- Nemica a Ulisse, Bollati Boringhieri, 2007.
- La nascita della politica. La Costituzione di Atene, Cafoscarina, 2011.
- Fantasmi dell’antico: La tradizione classica nel Rinascimento, Guaraldi, 2017.
- Il romanzo di Alessandro. Seguito da «Vita di Alessandro» di Plutarco, SE, 2018.
- Temistocle. La città ingrata, (con Peppe Nanni), Ed. Corriere della Sera, 2019.
- Duilio Cambellotti a Siracusa 1914-1948. Poetica e pratica teatrale, Lettera Ventidue, 2021.
- Contro Ulisse. Un eroe sotto accusa, Salerno Editrice, 2021.
- Warburg e il pensiero vivente, Ronzani Editore, 2022.
- Aby Warburg and Living Thought, Ronzani Editore, 2022.
- L’eroe. ἥρως, (con  M.G. Ciani), Ed. RCS, 2022.
- La democrazia. δημοκρατία, Ed. RCS, 2022.
- L’accoglienza. ξένος, (con M. Ovadia), Ed. RCS, 2023.
- La Calunnia di Botticelli. Politica, vizi e virtù civili a Firenze nel Rinascimento, a cura di M. C. e Sara Agnoletto, Officina Libraria, 2023